# جوي سيرفينس
جوي سيرفينس (بالفرنسية: Gouy-Servins)‏ هي بلدية تقع في إقليم باد كاليه من منطقة نور با دو كاليه في شمال فرنسا. تبلغ مساحة هذه المدينة 3.32 (كم²)، وترتفع عن سطح البحر 160 م، يبلغ عدد سكانها 299 نسمة حسب إحصاء المعهد الوطني للإحصاء والدراسات الاقتصادية سنة 2009 م. وترأس Alain Lherbier البلدية خلال فترة (2008-2014).